# Seznam otevřených kodeků, formátů a kontejnerů
Tento seznam obsahuje otevřené kodeky, otevřené kompresní formáty a otevřené kontejnery. Otevřený kodek nutně nemusí implementovat otevřený formát, některé jsou omezeny patenty. Například široce užívaný open source kodek x264 implementuje silně patentově zatížený kompresní formát MPEG-4 AVC.

## Kontejnery
- Ogg – vyvíjený nadací Xiph.Org; souborové přípony: .ogv, .oga, .ogx, .ogg a .spx
- Matroska – vyvíjená komunitou okolo webu matroska.org; souborové přípony: .mkv, .mk3d, .mka a .mks
- WebM, potažmo WebP – oba vyvinuté z Matrosky a prosazované firmou Google na webu; souborové přípony: .webm, .webp
- NUT – vyvíjený komunitou okolo MPlayeru a FFmpeg; souborové přípony: .nut

## Formáty videa
- Theora – vyvíjený nadací Xiph.Org
- VP3 – předchůdce formátu Theora
- VP8 – vyvíjený a prosazovaný firmou Google
- VP9 – nástupce formátu VP8
- Daala – vyvíjený nadacemi Mozilla Foundation a Xiph.Org

## Formáty audia
- Vorbis – vyvíjený nadací Xiph.Org
- FLAC – formát bezztrátové komprese, Xiph.Org
- Opus (kompresní formát) – vyvíjený nadací Xiph.Org
- Speex – především pro řeč s nízkým datovým tokem, Xiph.Org

## Video kodeky
- x264 – implementace formátu H.264 (pouze ke kódování videa)
- x265 – implementace formátu H.265
- Xvid – implementace formátu MPEG-4 ASP kompatibilní s DivX
- libvpx – implementace svobodných formátů VP8 a VP9
- libavcodec – knihovna kodeků projektu FFmpeg (formáty: FFV1, Snow, MPEG-1, MPEG-2, MPEG-4 part 2, MS-MPEG-4v3, WMV2, SVQ1, MJPEG, HuffYUV a další, dekodéry: H.264, SVQ3, WMV3, VP3, Theora, Indeo, Dirac, Lagarith a další)
- Huffyuv – kodek bezztrátové komprese od Bena Rudiaka-Goulda
- Lagarith – kodek bezztrátové komprese vycházející z Huffyuv od Bena Greenwooda
- libtheora – referenční implementace formátu Theora, části projektu Ogg
- Tarkin – experimentální ztrátový kodek nadace Xiph.org nahrazený Theorou
- dirac-research – implementace formátu Dirac od BBC Research
- Schrödinger – implementace formátu Dirac od Davida Schleefa
- OpenAVS – implementace formátu Audio Video Standard

## Audio kodeky
- FLAC – bezztrátová komprese
- LAME – ztrátová komprese (formát MP3)
- TooLAME – ztrátová komprese (formát MP2)
- Musepack – ztrátová komprese založená na formátu MP2 s mnoha vylepšeními
- Speex – komprese především pro řeč a nízké datové toky od nadace Xiph.Org
- CELT – ztrátová komprese pro audio komunikaci s nízkou latencí
- Opus – následovník CELTu dle standardů IETF
- libvorbis – ztrátová komprese, implementace formátu Vorbis od Xiph.org
- iLBC – komprese především pro řeč a nízké datové toky
- iSAC – komprese především pro řeč a nízké datové toky; (svobodná při použití WebRTC)
- TTA – ztrátová komprese
- WavPack – hybridní ztrátová/bezztrátová komprese
- Apple Lossless – bezztrátová komprese (MP4)
- OpenAVS
- libavcodec – knihovna kodeků projektu FFmpeg (formáty: AC-3, AAC, ADPCM, PCM, Apple Lossless, FLAC, WMA, Vorbis, MP2, ad.)
- FAAD2 – dekodér pro AAC
- libgsm – ztrátová komprese, implementace formátu GSM 06.10
- opencore-amr – ztrátová komprese, implementace formátů AMR a AMR-WB
- liba52 – dekodér formátu ATSC A/52
- libdca – dekodér formátu DTS Coherent Acoustics
- Aften – ztrátová komprese (formát AC-3)
- dcaenc – ztrátová komprese formátu DTS Coherent Acoustics

## Textové kodeky
(především pro titulky)
- Writ
- Kate